# Opština Svilajnac

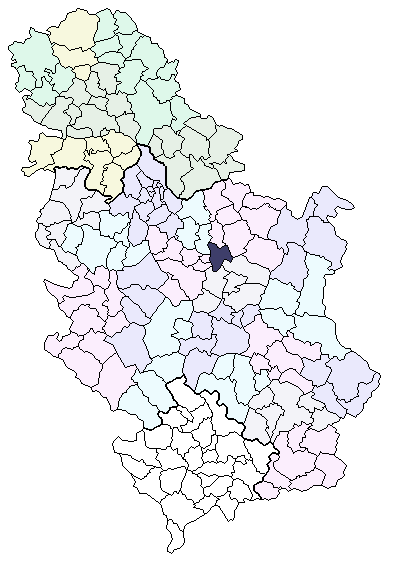
Lage der Gemeinde innerhalb Serbiens

Die Opština Svilajnac ist eine serbische Opština (Samtgemeinde) mit etwa 25.500 Einwohnern im Okrug Pomoravlje. Verwaltungssitz ist Svilajnac.

## Gemeindegliederung
| - Bobovo - Bresje - Vojska - Vrlane - Glozane - Grabovac - Dublje - Dubnica - Đurinac - Kupinovac - Kušiljevo | - Lukovica - Mačevac - Proštinac - Radošin - Roanda - Roćevac - Orljevo - Sedlare - Subotica - Troponje - Crkvenac |